# 埃列·瓦希
塞佩·埃列·戴尔马·瓦希（法語：Sepe Elye Delmas Wahi；2003年1月2日—），是一名法國職業足球員，司職前锋，現效力於德甲球會法蘭克福。

## 球會生涯

### 蒙彼利埃
2023年5月7日，瓦希在對里昂的比賽中射入四球。

## 外部連結
- Soccerway資料庫：埃列·瓦希
- 埃列·瓦希在BDFutbol中的档案